# The Salvation
The Salvation er en dansk westernfilm fra 2014 instrueret af Kristian Levring. I hovedrollerne er Eva Green, Mads Mikkelsen, Jeffrey Dean Morgan, Michael Raymond-James, Sean Michael og Jonathan Pryce.
Filmen fik premiere på Cannes-festivalen 15. maj 2014.

## Handling
Brødrene Jon (Mads Mikkelsen) og Peter (Mikael Persbrandt), der kæmpede i 2. Slesvigske Krig, er emigreret til USA for at skaffe sig en bedre tilværelse, og efter syv år venter Jon nu på sin kone Marie (Nanna Øland Fabricius) og søn, der skal komme og leve sammen med dem. De tager med diligencen det sidste stykke, men med i den er også Paul (Michael Raymond-James), der netop er løsladt fra fængsel. Han er meget interesseret i den kønne Marie, og efter at have sparket Jon ud af vognen, voldtager han Marie og dræber hende og hendes søn. Jon følger efter og hævner sig ved at dræbe Paul.
I den lille by nær Jon og Peters gård vil Pauls bror, Henry Delarue (Jeffrey Dean Morgan), have hævn for Paul. Han forlanger morderen fundet og dræber nogle af byens beboere for at understrege alvoren. Jon ved ikke, at Paul er bror til Henry, og kommer til byen for at sælge sit land til borgmesteren (Jonathan Price) — han og Peter vil videre. Men han genkendes, og både han og Peter fængsles. Delarue henter Jon og binder ham til en pæl på sin gård som en slags tortur. Han viser Jon frem for Pauls enke, Madelaine (Eva Green), som Paul har reddet fra indianere, der havde skåret hendes tunge ud. Henry "overtager" nu Madelaine.
Det lykkes Peter at slippe ud fra fængslet, og om natten redder han den forkomne Jon, hvorpå de stikker af. Med banditterne i hælene kan Jon ikke holde sig i sadlen, og Peter skjuler ham bag nogle klipper. Da Jon vågner, ser han banditterne komme forbi med den dræbte Peter slæbende efter hestene.
Under banditternes jagt på Jon og Peter har Madelaine plyndret Delarues pengeskab og forsøger at stikke af, men Delarue fanger hende og binder hende på sin gård.
I mellemtiden kommer Jon til kræfter og vender tilbage til byen, hvor han gør klar til opgøret med Delarue. Han afslører borgmesteren i at samarbejde med Delarue og provianterer i byens butik, der drives af en stor dreng, hvis bedstemor blev dræbt af Delarue i starten. Drengen hjælper Jon med nogle afledningsmanøvrer, mens Jon dræber Delarues folk en efter en.
Under opgøret såres Jon er derfor hjælpeløs, da Delarue skal til at dræbe ham. Madelaine, der er sluppet fri under tumulten, dræber ham, og hun og Jon finder sammen.

## Medvirkende
- Mads Mikkelsen - Jon
- Eva Green - Madelaine
- Jeffrey Dean Morgan - Henry Delarue
- Eric Cantona - Korsikaneren
- Mikael Persbrandt - Peter
- Douglas Henshall - Sherif Mallick
- Michael Raymond-James - Paul Delarue
- Jonathan Pryce - Borgmester Keane
- Alexander Arnold - Voicheck
- Nanna Øland Fabricius - Marie
- Toke Lars Bjarke - Kresten

## Filmens indspilning
Filmen blev indspillet i Sydafrika, hvor der var nogle gode støtteordninger. Her var filmholdet nødt til at bygge kulisserne fra bunden, og nogle af dem brændte ned, kort inden optagelserne var slut.